# Carole Cook
Carole Cook (Abilene, 1924. január 14. – Beverly Hills, 2023. január 11.) amerikai színésznő.

## Élete
Cook 1964-től haláláig házastársa Tom Troupe színész volt.

## Filmjei
| Év   | Magyar cím            | Eredeti cím                         | Szerep         | Megjegyzések |
| ---- | --------------------- | ----------------------------------- | -------------- | ------------ |
| 1963 |                       | Palm Springs Weekend                | Naomi Yates    |              |
| 1964 |                       | The Incredible Mr. Limpet           | Bessie Limpet  |              |
| 1977 | A vesszőfutás         | The Gauntlet                        | pincernő       |              |
| 1980 | Amerikai dzsigoló     | American Gigolo                     | Mrs. Dobrun    |              |
| 1982 |                       | Summer Lovers                       | Barbara Foster |              |
| 1984 | Tizenhat szál gyertya | Sixteen Candles                     | Helen          |              |
| 1984 |                       | Grandview, U.S.A.                   | Betty Welles   |              |
| 1996 |                       | Fast Money                          | Ester          |              |
| 1999 |                       | Lost & Found                        | Sylvia         |              |
| 2004 | A legelő hősei        | Home on the Range                   | Pearl Gesner   | hang         |
| 2017 |                       | A Very Sordid Wedding               | Hortense       |              |
| 2018 |                       | Waiting in the Wings: Still Waiting | Erika Ericson  |              |

## Fordítás
- Ez a szócikk részben vagy egészben  a   Carole Cook című angol Wikipédia-szócikk fordításán alapul.  Az eredeti cikk szerkesztőit annak laptörténete sorolja fel. Ez a jelzés csupán a megfogalmazás eredetét és a szerzői jogokat jelzi, nem szolgál a cikkben szereplő információk forrásmegjelöléseként.